# Finally Famous
Finally Famous é o álbum de estreia do rapper norte-americano Big Sean, lançado em 28 de junho de 2011 pela G.O.O.D. Music e Def Jam Recordings. O álbum marca a estreia oficial da série Finally Famous, seguido de um mixtape da trilogia.
Antes do lançamento da gravação, o primeiro single My Last, que tem participação do cantor de R&B Chris Brown, e foi lançado em download digital mundialmente em 25 de março de 2011. Marvin & Chardonnay foi lançado como a segunda canção de trabalho em 12 de julho de 2011 e Dance (A$$), terceiro single, foi lançado em 20 de setembro, sendo que mais tarde, em 18 de outubro de 2011, um remix oficial com a rapper Nicki Minaj foi publicado.

## Faixas
A lista de faixas da edição padrão, e deluxe foi revelada no site oficial de Sean em 7 de junho de 2011.
| Edição padrão |                                                      |                                                                           |                                 |         |  |
| N.º           | Título                                               | Compositor(es)                                                            | Produção                        | Duração |  |
| 1.            | "Intro"                                              | Sean Michael Anderson, Kevin Randolph                                     | Kevin Randolph, Key Wane        | 1:14    |  |
| 2.            | "I Do It"                                            | Anderson, Dion Wilson, Samuel Lindley                                     | No I.D., The Legendary Traxster | 3:35    |  |
| 3.            | "My Last" (com Chris Brown)                          | Anderson, Christopher Maurice Brown, Wilson                               | No I.D.                         | 4:14    |  |
| 4.            | "Don't Tell Me You Love Me"                          | Anderson, Wilson, Michael Robert Posner                                   | No I.D. Mike Posner             | 3:56    |  |
| 5.            | "Wait for Me" (com Lupe Fiasco)                      | Anderson, Wilson, Aleksander Manfredi, Wasalu Muhammad Jaco               | No I.D., Exile                  | 3:57    |  |
| 6.            | "Marvin & Chardonnay" (com Kanye West e Roscoe Dash) | Anderson, Andrew Wansel, Mike Dean, Kanye Omari West, Jeffery Johnson Jr. | Andrew "Pop" Wansel, Mike Dean  | 3:42    |  |
| 7.            | "Dance (A$$)"                                        | Anderson                                                                  | Da Internz, L. McGee            | 3:17    |  |
| 8.            | "Get It (DT)" (com Pharrell)                         | Anderson, Pharrell Williams, Chad Hugo                                    | The Neptunes                    | 3:27    |  |
| 9.            | "Memories (Part II)"                                 | Anderson, Wilson, John Roger Stephens                                     | No I.D.                         | 4:35    |  |
| 10.           | "High" (com Wiz Khalifa e Chiddy Bang)               | Anderson, Chidera Anamege, Noah Beresin, Cameron Jibril Thomaz            | Xaphoon Jones                   | 4:20    |  |
| 11.           | "Live This Life" (com The-Dream)                     | Anderson, Wilson, Terius Youngdell Nash                                   | No I.D.                         | 4:18    |  |
| 12.           | "So Much More"                                       | Anderson                                                                  | No I.D.                         | 5:55    |  |

## Desemepnho nas paradas musicais
| Paradas musicais (2011)                         | Melhor posição |
| ----------------------------------------------- | -------------- |
| Canadá - Canadian Albums Chart                  | 20             |
| Estados Unidos - Billboard 200                  | 3              |
| Estados Unidos - R&B/Hip-Hop Albums (Billboard) | 2              |
| Estados Unidos - Rap Albums (Billboard)         | 1              |